# 2007-es indianapolisi 500
A 91. Indianapolisi 500-at az Indianapolis Motor Speedway-en futották 2007. május 27-én, vasárnap.
Ez volt a 12. Indy 500, amit az Indy Racing League szankcionált, és az 5. versenye az IndyCar széria 2007-es szezonjában. A 2007-es "Kansas Lottery Indy 300" után és a 2007-es "ABC Supply Company Anthony Joseph Foyt 225" előtt. Hélio Castroneves indult a versenyen az első helyről.

A verseny helyi idő szerint 13:11-kor (magyar idő szerint 19:11-kor) kezdődött és az Egyesült Államokban az ABC csatorna közvetítette, az egyórás verseny előtti műsorral együtt, helyi idő szerint déltől. A versenyt először közvetítették HD-ben. A verseny élőben közvetítette az USA-ban az IMS Rádió, XM Szatellit Rádió és az XM Sport Nemzet (simulcast) is. A 113. körben, a versenyt az eső miatt egy hosszabb időre felfüggesztették, de az új rajt röviddel helyi idő szerint 18:15 (magyar idő szerint hétfőn 00:15) előtt volt. A 162. körben Dan Wheldon és Marco Andretti balesete miatt bejött a biztonsági autó, röviddel ezután, ismét erős eső kezdődött és a verseny a 166. kör után véget ért sárga zászló alatt. Dario Franchitti lett kihirdetve győztesnek, aki 34 kört vezetett a versenyben.

91. Indianapolis 500

Helyszín: Indianapolis Motor Speedway

Dátum: 2007. május 27.

Győztes: Dario Franchitti

Átlagsebessége: 151,774 mérföld/óra (244,256 km/h)

Az első rajthelyről indult: Hélio Castroneves

Átlagsebessége: 225,817 mérföld/óra (363,417 km/h)

Kvalifikáción leggyorsabb: Hélio Castroneves

Év újonca: Phil Giebler

Legtöbb kört vezette: Tony Kanaan (83 kör)

Verseny előtti ceremónia

Nemzeti himnusz: az Egyesült Államok légierejének tagjai

Indiana állam himnusza ("Újra otthon Indianában"): Szurkolók és a "Purdue Band"

Start felhívás: Mari Hulman George

Biztonsági autó: Chevrolet Corvette

Biztonsági autót vezette: Patrick Dempsey
 
Tiszteletbeli startbíró: Peyton Manning

Becsült nézőszám: 300 000-nél is több

TV közvetítés az Egyesült Államokban

Csatorna: ESPN (ABC)

Kommentátorok: Marty Reid, Scott Goodyear, and Rusty Wallace

Nielsen féle nézettségi fok: 4,3

Piaci részvétel: 12

Kronológia: előző 2006, következő 2008.

Menetrend és újdonságok

V.6-7. Vasárnap–Hétfő IndyCar újoncainak tájékoztatója

V. 8-11. Kedd–Péntek IndyCar edzés

V. 12. Szombat Kvalifikáció első napja ("Pole Day")

V. 13. Vasárnap Kvalifikáció második napja

V. 14-15. Hétfő–Kedd Szünnap

V. 16-18. Szerda–Péntek IndyCar edzés

V. 19. Szombat Kvalifikáció harmadik napja

V. 20. Vasárnap Kvalifikáció utolsó napja ("Bump Day")

V. 21-22. Hétfő–Kedd Szünnap

V. 23. Szerda Közösségi nap ("500 Fesztivál")

V. 24. Csütörtök Indy elő széria (edzés és kvalifikáció)

V. 25. Péntek IndyCar utolsó edzése ("Miller Lite Carb Day", Kerékcsere és üzemanyag-tankolási verseny, Indy elő széria versenye ("Szabadság 100"), Kid Rock koncert

V. 26. Szombat Nyilvános versenyzői találkozó, "IPL 500" fesztivál és parádé

V. 27. Vasárnap 91. Indianapolisi 500 mérföldes verseny

A biztonsági autó a 2007-es Indy 500-on egy Chevrolet Corvette, és Patrick Dempsey vezeti. Kid Rock koncert a "Miller Lite Carb Day"-on, a hónap folyamán más előadásmódban Daughtry, Saliva, Augustana és Bräck (a vezetője a korábbi Indy 500 győztes). Indianapolis Colts utolsó negyed és Super Bowl XLI MVP Peyton Manning, mint nagy marsall szolgál V. 26-án az "IPL 500" fesztivál és parádén, és lengeti a zöld zászlót a 2007-es Indy500 rajtjánál. Nem teszteltek a pályán a hivatalos májusi program előtt. A kezdeti hivatalos nevezési listát 2007.IV.10.-én lett nyilvános, 69 autóval, 4 korábbi győztessel és egy újonccal. Davey Hamilton autója a 02-es az első autó, amelyiknek a száma nullával kezdődik, a Indy 500-ra nevezett autók közt. ESPN (ABC) először közvetíti a versenyt HD-ben. A HD közvetítést a Sony HD technológiával készül. A Dreyer és Reinbold csapatot megbírságolták 25 000 $-ra illegális benzinkeverék használata miatt, 27% metanolt tartalmazott (nem megengedett a metanol) a "Pole day"-en. A csapat hivatalos magyarázata szerint, egy tapasztalatlan csapattag használta egy régi konténernyi benzinből véletlenül és nem volt szándékos. Az "Indy Racing League" főadminisztrátora Brian Barnhart ezt "legkevésbé valószínűnek" nevezte, a víz jelenléte a benzinkeverékben semennyire sem támasztja alá, hogy ez a benzin régi. Az illegális keveréke csak az edzésen használták, nem egy kvalifikáción kísérelték meg. Hozzá kell azonban tenni, hogy 1965 és 2005 között csak metanolos benzint használtak az Indianapolisi 500 mérföldes versenyen. 2006-ban, egy 10% etanol és 90% metanol benzinkeveréket használtak az IRL-ben átmenetként, az etanolos benzint az IRL-ben a 2007-es szezonban vezették be. Jim Nabors, aki eléneklte az "Újra otthon Indianában"-t a verseny előtti fesztiválon 29-szer 1972-től 2006-ig, kihagyta a 2007-es versenyt betegség miatt, ezért a dalt a szurkolók énekelték el.

Edzések (1. hét)

2007. V. 6. vasárnap

Anthony Joseph Foyt Nyitó Nap és az újoncok eligazító programja

Időjárás: napos, 73 °F (23 °C)

Edzés összefoglaló: Az első napját az edzéseknek egy ceremoniális, ünnepi kör nyitotta meg, A.J. Foyt 50. éve van jelen Indianapolisban. Az edzés az újoncok Milka Duno és Phil Giebler tesztelését célozta meg, és szerepelt 5 veterán, aki felfrissítette a tudását. Duno egészen mind a 4 fázisát az újoncok tesztjének teljesítette, és Giebler kettőt. Michael Andretti teljesítette a legnagyobb sebességet a napon, amíg a népszerű Davey Hamilton készült a visszatérésére, a 2001-es texasi balesete után. Nem volt baleset az edzésen.

| 1 | 39 | Michael Andretti | Andretti Green      | 219.871 |
| 2 | 12 | Ryan Briscoe     | Luczo-Dragon Racing | 218.216 |
| 3 | 02 | Davey Hamilton   | Vision Racing       | 218.022 |
| 4 | 21 | Jaques Lazier    | Playa Del Racing    | 216.467 |
| 5 | 23 | Milka Duno (R)   | SAMAX Motorsports   | 214.128 |

2007. V. 7. hétfő

Újoncok eligazító programja

Időjárás: napos, 76 °F (25 °C)

Edzés összefoglaló: A második napján az újoncok eligazításán ugyanaz a hét versenyző szerepelt, mint aki a megelőző nap edzésén, a most sem volt baleset. Az újonc Phil Giebler a teljesítette az utolsó két fázisát az újoncok tesztjének. Az újonc Milka Duno teljesítette a legtöbb edzéskört (74-et) ezen a napon, Michael Andretti volt a leggyorsabb a második napon a sorban.

| 1 | 39 | Michael Andretti | Andretti Green       | 221.579 |
| 2 | 12 | Ryan Briscoe     | Luczo-Dragon Racing  | 221.427 |
| 3 | 02 | Davey Hamilton   | Vision Racing        | 220.214 |
| 4 | 21 | Phil Giebler (R) | Playa Del Racing     | 217.091 |
| 5 | 19 | Jon Herb         | Racing Professionals | 216.763 |

2007. V. 8. kedd

IndyCar széria edzése

Időjárás: napos, 82 °F (28 °C)

Edzés összefoglaló: Az első teljes napja az edzéseknek először vannak veteránok a pályán. Dan Wheldon vezette a sebességi táblázatot az első versenyző 225 mérföld/óra (362 km/h) felett. Jon Herb szenvedte el az első balesetet a hónapban, egy fél fordulatot vett és a T2 kijáratánál külső falba ütközött, az autója tönkrement, de Herb nem sérült meg.

| 1 | 10 | Dan Wheldon       | Target Chip Ganassi | 225.074 |
| 2 | 3  | Hélio Castroneves | Team Penske         | 224.996 |
| 3 | 2  | Tomas Scheckter   | Vision Racing       | 224.783 |
| 4 | 11 | Tony Kanaan       | Andretti Green      | 224.622 |
| 5 | 9  | Scott Dixon       | Target Chip Ganassi | 224.564 |

2007. V. 9. szerda

IndyCar széria edzése

Időjárás: reggel eső, délután felhős, 78 °F (26 °C)

Edzés összefoglaló: Esett az eső reggel és kora délután, az edzés rajtja helyi idő szerint 16:00 (magyar idő szerint 22:00). A két órás edzés eseménydús volt, Dan Wheldon továbbra is vezette a sebességi táblázatot. Nem volt baleset a pályán.

| 1 | 10 | Dan Wheldon       | Target Chip Ganassi | 226.391 |
| 2 | 3  | Hélio Castroneves | Team Penske         | 225.820 |
| 3 | 9  | Scott Dixon       | Target Chip Ganassi | 224.902 |
| 4 | 26 | Marco Andretti    | Andretti Green      | 224.745 |
| 5 | 11 | Tony Kanaan       | Andretti Green      | 224.112 |

2007. V. 10. csütörtök

IndyCar széria edzése

Időjárás: részben felhős, 86 °F (30 °C)

Edzés összefoglaló: A legmelegebb nap a héten így szól, a leggyorsabb köröket érték el a hónapban. Scott Dixon futotta a leggyorsabb kört két perccel az edzés vége előtt. Danica Patrick volt a második leggyorsabb ezen a napon. Nem volt baleset a pályán.

| 1 | 9  | Scott Dixon     | Target Chip Ganassi | 226.473 |
| 2 | 7  | Danica Patrick  | Andretti Green      | 226.358 |
| 3 | 10 | Dan Wheldon     | Target Chip Ganassi | 224.902 |
| 4 | 2  | Tomas Scheckter | Vision Racing       | 226.161 |
| 5 | 12 | Ryan Briscoe    | Luczo-Dragon Racing | 225.995 |

2007. V. 11. péntek

IndyCar széria edzése ("leggyorsabb péntek")

Időjárás: részben felhős, 85 °F (29 °C)

Edzés összefoglaló: Az utolsó edzésnap a kvalifikáció előtt Scott Dixon futotta a leggyorsabb kört a hónapban. Az újonc Milka Duno balesetet szenvedett a T1 kanyar kijáratában. Megperdült és a falnak ütközött, az autója tönkre ment, de ő nem sérült.

| 1 | 9  | Scott Dixon      | Target Chip Ganassi | 227.167 |
| 2 | 10 | Dan Wheldon      | Target Chip Ganassi | 226.650 |
| 3 | 11 | Tony Kanaan      | Andretti Green      | 226.236 |
| 4 | 26 | Marco Andretti   | Andretti Green      | 226.230 |
| 5 | 27 | Dario Franchitti | Andretti Green      | 226.189 |

Kvalifikáció (1. hétvége)

2007. V. 12. szombat

AAMCO Pole Day

Időjárás: napos, 82 °F (28 °C)

Kvalifikáció összefoglaló: A Pole Day, az időméréses kvalifikáció első napja, melyet az új (2005 óta) kvalifikációs procedúra szerint, melyet 2005-ben és 2006-ban sem tudtak az eső miatt teljesen megrendezni. Csak a legjobb 11 autó kvalifikálja magát a pole day-en, és a többiek "kilökik" őket. Mindegyik kvalifikáló fut négy egymást követő kört, és minden autónak 3 kísérlet megengedett naponta. Buddy Rice volt az első lökéssel kvalifikáló, de a sebességével végül nem került be a legjobb 11-be. Az első változás a kvalifikáció rendjében, Penske csapat mindkét pilótája Hélio Castroneves és Sam Hornish, Jr a határon kívülre került, és megkísérelték a kvalifikációt a nap folyamán később, amikor a pálya és a levegő is hidegebb lett. A kezdeti próbálkozások után, Dario Franchitti kvalifikálta magát ideiglenesen az első rajthelyre. A délután folyamán Castroneves és Hornish is kvalifikálta magát, de egyikük sem volt képes elvenni az első helyet. Hornish első kísérlete elég gyors volt az első helyhez, de a második körében, majdnem nekiment a külsőoldali falnak a déli rövid egyenesben, még ezzel a hibával is csak 0,0327 s-cel volt lassabb Franchitti-nél. Hornish visszalépett és mindjárt tett egy második kísérletet, ismét közel volt az első helyhez, de az utolsó körében, az autója megcsúszott az északi rövid egyenesben, és a második próbálkozása rosszabb lett. Ennél jobb helye nem lehet a rajtrácson, később Scott Dixon is visszalépett a kísérlettől, majd újra próbálkozott. A második kísérlete, gyorsabb volt Hornish második próbálkozásánál. Nyolc perccel később, Castroneves autója visszalépett, és újra próbálkozott. 16 órakor (magyar idő szerint 22 órakor) végre sikerült Franchitti-t az első helyről "kilökni". Csak három perc volt hátra, amikor Tony Kanaan is visszalépett az első kísérletétől, majd utolsóként ő kvalifikálta magát. Az első 3 körében gyorsabb volt, mint Castroneves, az utolsó körében kicsit hibázott és második lett. Hélio Castroneves másodszor indulhatott az Indy 500-on az első helyről, először ez 2003-ban sikerült neki.

| 1  | 3  | Hélio Castroneves | Team Penske         | 225.817 |
| 2  | 11 | Tony Kanaan       | Andretti Green      | 225.757 |
| 3  | 27 | Dario Franchitti  | Andretti Green      | 225.191 |
| 4  | 9  | Scott Dixon       | Target Chip Ganassi | 225.122 |
| 5  | 6  | Sam Hornish, Jr.  | Team Penske         | 225.109 |
| 6  | 10 | Dan Wheldon       | Target Chip Ganassi | 224.641 |
| 7  | 12 | Ryan Briscoe      | Luczo-Dragon Racing | 224.410 |
| 8  | 7  | Danica Patrick    | Andretti Green      | 224.076 |
| 9  | 26 | Marco Andretti    | Andretti Green      | 223.299 |
| 10 | 2  | Tomas Scheckter   | Vision Racing       | 222.877 |
| 11 | 39 | Michael Andretti  | Andretti Green      | 222.789 |

| 1 | 11 | Tony Kanaan       | Andretti Green      | 226.827 |
| 2 | 7  | Danica Patrick    | Andretti Green      | 226.058 |
| 3 | 9  | Scott Dixon       | Target Chip Ganassi | 225.968 |
| 4 | 3  | Hélio Castroneves | Team Penske         | 225.920 |
| 5 | 10 | Dan Wheldon       | Target Chip Ganassi | 225.917 |

2007. V. 13. vasárnap

Második kvalifikációs nap

Időjárás: tűrhető idő, 74 °F (23 °C)

Kvalifikáció összefoglaló: Az időméréses kvalifikáció második napján, megtöltötték a rajtrács 12-22. helyét a rajtrácson. Az első óra eseménydús volt, erős kísérleteket az IndyCar széria szabályai szerint Scott Sharp, Jeff Simmons és Darren Manning tették meg. Scott Sharp elsőként kvalifikálta magát és 223,875 mérföld/h (360,292 km/h) sebességével a leggyorsabb ezen a napon, a szurkolók kedvence Davey Hamilton is kvalifikálta magát egy kisebb sebességgel. A délután folyamán Sarah Fisher lett a második nő, aki kvalifikálta magát. Marty Roth, Buddy Lazier és Jon Herb lettek azok, akiket először "kilöktek". Herb később ismét próbálkozott, és "lökéssel" újra kvalifikálta magát, de később Lazier "lökte ki" másodszor. Jaques Lazier kísérlet közben kifutott az időből és nem tudott "lökéssel" bekerülni a legjobb 22-be, a saját testvérét Buddy-t lökte volna ki. Azonban túl lassú volt és leintették. A nap végén, a kétszeres Indy 500 győztes Al Unser, Juniort is "kilökték" és a kísérletét a kvalifikációra a 2. hétvégén folytatta.

| 12 | 8  | Scott Sharp     | Rahal Letterman         | 223.875 |
| 13 | 17 | Jeff Simmons    | Rahal Letterman         | 223.693 |
| 14 | 20 | Ed Carpenter    | Vision Racing           | 223.495 |
| 15 | 14 | Darren Manning  | A.J. Foyt Racing        | 223.471 |
| 16 | 15 | Buddy Rice      | Dreyer & Reinbold       | 222.820 |
| 17 | 55 | Kosuke Matsuura | Panther Racing          | 222.595 |
| 18 | 22 | A. J. Foyt IV   | Vision Racing           | 222.413 |
| 19 | 4  | Vitor Meira     | Panther Racing          | 222.333 |
| 20 | 02 | Davey Hamilton  | Vision Racing           | 222.327 |
| 21 | 5  | Sarah Fisher    | Dreyer & Reinbold       | 221.960 |
| 22 | 99 | Buddy Lazier    | Sam Schmidt Motorsports | 221.380 |

| 1 | 8  | Scott Sharp    | Rahal Letterman  | 224.214 |
| 2 | 20 | Ed Carpenter   | Vision Racing    | 224.106 |
| 3 | 17 | Jeff Simmons   | Rahal Letterman  | 223.894 |
| 4 | 14 | Darren Manning | A.J. Foyt Racing | 223.603 |
| 5 | 4  | Vitor Meira    | Panther Racing   | 223.095 |

Edzések (2. hét)

2007. V. 16. szerda

IndyCar széria edzése

Időjárás: felhős, később tiszta, 62 °F (17 °C), 18 mérföld/h (29 km/h) sebességű észak-északnyugat irányú szél

Edzés összefoglaló: Az edzések első napja a második héten. Csak egy incidens volt, Jimmy Kite autója perdült meg, amikor a sebességváltójának Panoz burkolata megrepedt és a bal hátsó felfüggesztés eltört. A T2 kanyarban az autó érintette a falat a bal első sarkán. Kite viszont tovább tudott menni. Néhány csapat, amelyik kvalifikálta magát az első hétvégén tesztelte a versenybeállításokat, beleértve Danica Patrick-et, aki ezen a napon a leggyorsabb kört futotta. Jaques Lazier 217,159 mérföld/h-val (349,484 km/h) futotta a leggyorsabb kört azok közül, akik nem kvalifikálták még magukat.

| 1 | 7  | Danica Patrick   | Andretti Green      | 221.189 |
| 2 | 9  | Scott Dixon      | Target Chip Ganassi | 220.556 |
| 3 | 6  | Sam Hornish, Jr. | Team Penske         | 220.484 |
| 4 | 26 | Marco Andretti   | Andretti Green      | 220.399 |
| 5 | 27 | Dario Franchitti | Andretti Green      | 220.131 |

2007. V. 17. csütörtök

IndyCar széria edzése

Időjárás: eleinte többször felhős, később tiszta, magas 65 °F (18 °C), északi szél, 16 mérföld/h (26 km/h)

Edzés összefoglaló: A második tisztán hideg és szeles időjárású nap, nem kevesebb, mint 800 kör tett meg 23 versenyző. Az egyetlen incidens ezen a napon Stephan Gregoire-é elveszítette uralmát az autó felett a T1 kanyar kijáratánál és az autó hátuljával a déli rövid egyenesben a falnak ment. Csak kisebb kár keletkezett az autóban, de Gregoire hátfájdalmakra panaszkodott és elszállították a Metodista Kórházba ahol megvizsgálták és a harmadik hátcsigolyája végében törést találtak. John Andretti az első megjelenése IndyCarban 1994-ben volt és teljesen újra kellett tesztelni. Scott Dixon teljesítette a leggyorsabb kört a napon, jobbat, mint csapattársa Dan Wheldon. Gregoire, mielőtt balesetet szenvedett 217,851 mérföld/h-val (km/h) megfutotta a leggyorsabb kört azok közül, akik még nem kvalifikálták magukat.

| 1 | 9  | Scott Dixon     | Target Chip Ganassi | 219.985 |
| 2 | 10 | Dan Wheldon     | Target Chip Ganassi | 219.773 |
| 3 | 14 | Darren Manning  | A.J. Foyt Racing    | 219.116 |
| 4 | 2  | Tomas Scheckter | Vision Racing       | 218.230 |
| 5 | 20 | Ed Carpenter    | Vision Racing       | 217.995 |

2007. V. 18. péntek

IndyCar széria edzése

Időjárás: napos, magas 65 °F (18 °C)

Edzés összefoglaló: A teljes napos edzésen 31 autó volt a pályán. Mindenki a versenybeállításokat tesztelte, akik a rajtrács elejéről indulhatnak a versenyen. Sam Hornish, Junior futotta meg az edzés leggyorsabb körét. A még nem kvalifikált autóval John Andretti és Roger Yasukawa 222 mérföld/ (357 km/h) felett teljesített, csapataik az autóikat már a kvalifikációra készítették fel. Péntek az utolsó teljes napos edzés, azonban engedélyezték az edzést szombaton és vasárnap a kvalifikáción azoknak, akik már kvalifikálták magukat.

| 1 | 6  | Sam Hornish, Jr. | Team Penske         | 225.006 |
| 2 | 9  | Scott Dixon      | Target Chip Ganassi | 224.458 |
| 3 | 11 | Tony Kanaan      | Andretti Green      | 224.340 |
| 4 | 27 | Dario Franchitti | Andretti Green      | 224.253 |
| 5 | 26 | Marco Andretti   | Andretti Green      | 223.668 |

Kvalifikáció (2. hétvége)

2007. V. 19. szombat

Harmadik kvalifikációs nap

Időjárás: napos, 82 °F (22 °C)

Kvalifikáció összefoglaló: A harmadik napja az időméréses kvalifikációnak eldönti a 23-33. helyezések sorrendjét. Az újonc Milka Duno volt a leggyorsabb, és harmadik nőként (Danica Patrick és Sarah Fisher mellett) kvalifikálta magát a versenyre, ez rekord Indy 500-n 2010-ig állt fent. A veteránok Al Unser, Junior és John Andretti megbízhatóan kvalifikálták megunat, a második héten Roger Yasukawa és Alex Barron teljesítette ezt. Az utolsó órában, Jon Herb végül felkerült a rajtrácsra, az újonc Phil Giebler balesetet szenvedett az utolsó körében a T4 kanyarban. Roberto Moreno és Jimmy Kite kvalifikációja csak ideiglenes, mert másnap újra kell, megkíséreljük a kvalifikációt. A nap végén, 32 autó kvalifikálta magát, így nem teljes a rajtrács. Reggel és délelőtt, 32 autó futott az edzésen, a legtöbben a versenybeállításokat tesztelték. Csak 10 helyet töltöttek fel a 11-ből, nem löktek ki senkit a szombati napon.

| 23   | 24 | Roger Yasukawa | Dreyer & Reinbold Racing        | 222.654 |
| 24   | 33 | John Andretti  | Panther Racing                  | 221.756 |
| 25   | 50 | Al Unser, Jr.  | A.J. Foyt Racing                | 220.876 |
| 26   | 98 | Alex Barron    | CURB/Agajanian/Beck Motorsports | 220.471 |
| 27   | 19 | Jon Herb       | Racing Professionals            | 220.108 |
| 28   | 21 | Jaques Lazier  | Playa Del Racing                | 219.409 |
| 29   | 23 | Milka Duno     | SAMAX Motorsports               | 219.228 |
| 30   | 25 | Marty Roth     | Roth Racing                     | 218.922 |
| 31†  | 77 | Roberto Moreno | Chastain Motorsports            | 216.229 |
| 32†† | 18 | Jimmy Kite     | PDM Racing                      | 214.528 |

| 1 | 10 | Dan Wheldon       | Target Chip Ganassi | 224.895 |
| 2 | 3  | Hélio Castroneves | Team Penske         | 224.692 |
| 3 | 11 | Tony Kanaan       | Andretti Green      | 224.593 |
| 4 | 9  | Scott Dixon       | Target Chip Ganassi | 223.692 |
| 5 | 39 | Michael Andretti  | Andretti Green      | 223.417 |

2007. V. 20. vasárnap

A kvalifikáció utolsó napja

Időjárás: napos és meleg

Kvalifikáció összefoglaló: A rajtrácsot 33 autó töltötte meg, 15 óra (magyar idő szerint 21 óra) előtt Richie Hearn teljesítette a kvalifikációs kísérlete. Phil Giebler autóját megjavították az előző nap után és megbízhatóan kvalifikálta magát a rajtrácsra, kilökve Jimmy Kite-ot. Roberto Moreno visszalépett az előző napi időeredményétől és megjavította az átlagát 4 mérföld/órával (6.4 km/h), s ez jobb lett, mint Marty Roth-é. P. J. Jones és Jimmy Kite délután erőtlen kísérletet tettek. Az utolsó órában, Jones és Kite mérföldeket futottak a bérelt Honda motorokkal, és egyikük sem fejlődött. Később Jones feladta a küzdelmet. A rendelkezésre álló idő közepén, Kite határozottan ment az utolsó kvalifikációs erőfeszítésre, de a sebessége közel sem volt olyan jó, mint a kilökendő Roth-é. Helyi idő szerint 18 órakor (magyar idő szerint hétfőn 0 órakor) véget ért a kvalifikáció és Roth kvalifikálta magát a harmadik Indy 500-ára.

| 31 | 77 | Roberto Moreno | Chastain Motorsports                  | 220.299 |
| 32 | 91 | Richie Hearn   | Hemelgarn Racing/Racing Professionals | 219.860 |
| 33 | 31 | Phil Giebler   | Playa Del Racing                      | 219.637 |

| 1 | 10 | Dan Wheldon      | Target Chip Ganassi | 222.797 |
| 2 | 9  | Scott Dixon      | Target Chip Ganassi | 222.779 |
| 3 | 27 | Dario Franchitti | Andretti Green      | 222.699 |
| 4 | 11 | Tony Kanaan      | Andretti Green      | 222.632 |
| 5 | 26 | Marco Andretti   | Andretti Green      | 222.144 |

Utolsó edzésnap

2007. V. 25. péntek

IndyCar széria utolsó edzése (Carb Day)

Időjárás: hűvös, nedves 82 °F (28 °C)

Edzés összefoglaló: Mind a 33 kvalifikált autó végigcsinálta az edzést és a hosszú órákon át tartó edzés alatt egyetlen baleset sem volt. Helyi idő szerint 15:30-kor (magyar idő szerint 21:30-kor kezdődött a Miller Lite Koncert, amin a Kid Rock lépett fel.

| 1 | 11 | Tony Kanaan       | Andretti Green   | 225.467 |
| 2 | 27 | Dario Franchitti  | Andretti Green   | 223.807 |
| 3 | 39 | Michael Andretti  | Andretti Green   | 223.575 |
| 4 | 3  | Hélio Castroneves | Team Penske      | 223.527 |
| 5 | 21 | Jaques Lazier     | Playa Del Racing | 223.468 |

Checkers/Rally's kerékcsere és üzemanyag-tankolási verseny

A Penske csapat nyerte ebben az évben a kerékcsere és üzemanyag-tankolási versenyt, ez a 10. egymás utáni győzelmük volt, mely új rekord. A csapat két tagja Hélio Castroneves és Sam Hornish, Junior (mindkettejüket a Penske nevezte), küzdött a döntőben. A döntőben Castroneves és vezető mérnöke Rick Rinaman nyerte a 100 000 $-os pénzdíjat, miután a kerékcserét és üzemanyag-tankolást 8,335 s idő alatt sikerült letudniuk. A negyeddöntőben Scott Sharp (Rahal-Letterman Racing) legyőzte Scott Dixont (Ganassi) 8,446 s vs. 11,650 s arányban és Vitor Meira (Panther) is legyőzte Dario Franchittit (Andretti-Green Racing) 10,095 s vs. 11,773 s arányban. Az elődöntőben Hélio Castroneves (Penske) 7,6770 s alatt teljesítette a kerékcserét és üzemanyag-tankolást, miközben ellenfele Scott Sharp (RLR) lefullasztotta a motort, Sam Hornish, Junior (Penske) legyőzte Vitor Meirát (Panther) 8,4471 s vs. 11,7395 s arányban. A döntőben Hélio Castroneves (Penske) legyőzte Sam Hornish, Juniort (Penske) 8,335 s vs. 8,888 s arányban.

Kvalifikációs kronológia

| Pole Day - 2007.V.12., szombat  | Pole Day - 2007.V.12., szombat | Pole Day - 2007.V.12., szombat | Pole Day - 2007.V.12., szombat | Pole Day - 2007.V.12., szombat | Pole Day - 2007.V.12., szombat | Pole Day - 2007.V.12., szombat | Pole Day - 2007.V.12., szombat | Pole Day - 2007.V.12., szombat              | Pole Day - 2007.V.12., szombat | Pole Day - 2007.V.12., szombat |
| Kísérlet                        | Helyi idő                      | Nap                            | Autó száma                     | Versenyző                      | Megtett körök                  | Összidő- eredmény              | Sebesség (mi/h)                | Eredmény                                    | Pozíció                        | Rangsor                        |
| ------------------------------- | ------------------------------ | ------------------------------ | ------------------------------ | ------------------------------ | ------------------------------ | ------------------------------ | ------------------------------ | ------------------------------------------- | ------------------------------ | ------------------------------ |
| 1                               | 12:03                          | 1                              | 15                             | Buddy Rice                     | 4                              | 2:42.3336                      | 221.766                        | Michael Andretti lökte ki                   | —                              | —                              |
| 2                               | 12:08                          | 1                              | 9                              | Scott Dixon                    | 4                              | 2:40.4630                      | 224.351                        | Visszavonva                                 | —                              | —                              |
| 3                               | 12:12                          | 1                              | 12                             | Ryan Briscoe                   | 4                              | 2:40.4208                      | 224.410                        | Kvalifikálja magát                          | 7                              | 7                              |
| 4                               | 12:18                          | 1                              | 8                              | Scott Sharp                    | 4                              | 2:41.7994                      | 222.498                        | Marco Andretti lökte ki                     | —                              | —                              |
| 5                               | 12:21                          | 1                              | 10                             | Dan Wheldon                    | 4                              | 2:40.9401                      | 223.686                        | Visszavonva                                 | —                              | —                              |
| 6                               | 12:27                          | 1                              | 20                             | Ed Carpenter                   | 4                              | 2:41.6630                      | 222.685                        | Castroneves lökte ki                        | —                              | —                              |
| 7                               | 12:31                          | 1                              | 22                             | A. J. Foyt, IV                 | 4                              | 2:42.5527                      | 221.467                        | Scheckter lökte ki                          | —                              | —                              |
| 8                               | 12:36                          | 1                              | 55                             | Kosuke Matsuura                | 4                              | 2:42.2603                      | 221.866                        | Simmons lökte ki                            | —                              | —                              |
| 9                               | 12:40                          | 1                              | 7                              | Danica Patrick                 | 4                              | 2:40.6596                      | 224.076                        | Kvalifikálja magát                          | 8                              | 8                              |
| 10                              | 12:45                          | 1                              | 4                              | Vitor Meira                    | 2                              | 1:21.4705                      | 220.939                        | Visszalépett                                | —                              | —                              |
| 11                              | 12:48                          | 1                              | 11                             | Tony Kanaan                    | 4                              | 2:40.2719                      | 224.618                        | Visszavonva                                 | —                              | —                              |
| 12                              | 12:53                          | 1                              | 27                             | Dario Franchitti               | 4                              | 2:39.8642                      | 225.191                        | Kvalifikálja magát                          | 3                              | 3                              |
| 13                              | 12:58                          | 1                              | 2                              | Tomas Scheckter                | 4                              | 2:41.5238                      | 222.877                        | Kvalifikálja magát; Foyt-ot lökte ki        | 10                             | 14                             |
| 14                              | 13:03                          | 1                              | 39                             | Michael Andretti               | 4                              | 2:41.5880                      | 222.789                        | Kvalifikálja magát; Rice-ot lökte ki        | 11                             | 16                             |
| 15                              | 13:07                          | 1                              | 17                             | Jeff Simmons                   | 4                              | 2:41.6617                      | 222.687                        | Matsuura-t kilökte; Hornish lökte ki        | —                              | —                              |
| 16                              | 13:11                          | 1                              | 26                             | Marco Andretti                 | 4                              | 2:41.2186                      | 223.299                        | Kvalifikálja magát; Sharp-ot kilökte        | 9                              | 13                             |
| 17                              | 16:12                          | 1                              | 3                              | Hélio Castroneves              | 4                              | 2:40.0088                      | 224.988                        | Carpenter-t kilökte; visszavonva            | —                              | —                              |
| 18                              | 16:36                          | 1                              | 6                              | Sam Hornish, Jr.               | 4                              | 2:39.8969                      | 225.145                        | Simmons-t kilökte; visszavonva              | —                              | —                              |
| 19                              | 16:51                          | 1                              | 6                              | Sam Hornish, Jr.               | 4                              | 2:39.9227                      | 225.109                        | Kvalifikálja magát                          | 5                              | 5                              |
| 20                              | 17:23                          | 1                              | 9                              | Scott Dixon                    | 4                              | 2:39.9136                      | 225.122                        | Kvalifikálja magát                          | 4                              | 4                              |
| 21                              | 17:28                          | 1                              | 8                              | Scott Sharp                    | 4                              | 2:41.6209                      | 222.743                        | Nem kvalifikálja magát                      | —                              | —                              |
| 22                              | 17:33                          | 1                              | 17                             | Jeff Simmons                   | 4                              | 2:41.8433                      | 222.437                        | Nem kvalifikálja magát                      | —                              | —                              |
| 23                              | 17:38                          | 1                              | 10                             | Dan Wheldon                    | 4                              | 2:40.2557                      | 224.641                        | Kvalifikálja magát                          | 6                              | 6                              |
| 24                              | 17:42                          | 1                              | 20                             | Ed Carpenter                   | 4                              | 2:41.6871                      | 222.652                        | Nem kvalifikálja magát                      | —                              | —                              |
| 25                              | 17:48                          | 1                              | 14                             | Darren Manning                 | 4                              | 2:41.6844                      | 222.656                        | Nem kvalifikálja magát                      | —                              | —                              |
| 26                              | 17:52                          | 1                              | 3                              | Hélio Castroneves              | 4                              | 2:39.4214                      | 225.817                        | Kvalifikálja magát                          | 1                              | 1                              |
| 27                              | 17:57                          | 1                              | 11                             | Tony Kanaan                    | 4                              | 2:39.4634                      | 225.757                        | Kvalifikálja magát                          | 2                              | 2                              |
| 2007.V.13., vasárnap            |                                |                                |                                |                                |                                |                                |                                |                                             |                                |                                |
| Kísérlet                        | Helyi idő                      | Nap                            | Autó száma                     | Versenyző                      | Megtett körök                  | Összidő- eredmény              | Sebesség (mi/h)                | Eredmény                                    | Pozíció                        | Rangsor                        |
| 28                              | 12:02                          | 2                              | 8                              | Scott Sharp                    | 4                              | 2:40.8041                      | 223.875                        | Kvalifikálja magát                          | 12                             | 9                              |
| 29                              | 12:07                          | 2                              | 55                             | Kosuke Matsuura                | 4                              | 2:41.7290                      | 222.595                        | Kvalifikálja magát                          | 17                             | 18                             |
| 30                              | 12:11                          | 2                              | 99                             | Buddy Lazier                   | 4                              | 2:43.3010                      | 220.452                        | Rice lökte ki                               | —                              | —                              |
| 31                              | 12:16                          | 2                              | 17                             | Jeff Simmons                   | 4                              | 2:40.9352                      | 223.693                        | Kvalifikálja magát                          | 13                             | 10                             |
| 32                              | 12:20                          | 2                              | 25                             | Marty Roth                     | 4                              | 2:43.7193                      | 219.889                        | Foyt lökte ki                               | —                              | —                              |
| 33                              | 12:25                          | 2                              | 14                             | Darren Manning                 | 4                              | 2:41.0950                      | 223.471                        | Kvalifikálja magát                          | 15                             | 12                             |
| 34                              | 12:30                          | 2                              | 50                             | Al Unser, Jr.                  | 4                              | 2:42.9233                      | 220.963                        | Herb lökte ki                               | —                              | —                              |
| 35                              | 12:35                          | 2                              | 19                             | Jon Herb                       | 4                              | 2:43.7065                      | 219.906                        | Fisher lökte ki                             | —                              | —                              |
| 36                              | 12:39                          | 2                              | 02                             | Davey Hamilton                 | 4                              | 2:41.9238                      | 222.327                        | Kvalifikálja magát                          | 20                             | 21                             |
| 37                              | 13:09                          | 2                              | 4                              | Vitor Meira                    | 4                              | 2:41.9196                      | 222.333                        | Kvalifikálja magát                          | 19                             | 20                             |
| 38                              | 13:45                          | 2                              | 20                             | Ed Carpenter                   | 4                              | 2:41.0777                      | 223.495                        | Kvalifikálja magát                          | 14                             | 11                             |
| 39                              | 14:24                          | 2                              | 22                             | A. J. Foyt, IV                 | 4                              | 2:41.8607                      | 222.413                        | Kvalifikálja magát; Roth-ot löki ki         | 18                             | 19                             |
| 40                              | 15:26                          | 2                              | 5                              | Sarah Fisher                   | 4                              | 2:42.1914                      | 221.960                        | Kvalifikálja magát; Herb-et löki ki         | 21                             | 22                             |
| 41                              | 15:34                          | 2                              | 15                             | Buddy Rice                     | 4                              | 2:41.5612                      | 222.826                        | Kvalifikálja magát; B. Lazier-t löki ki     | 16                             | 15                             |
| 42                              | 17:29                          | 2                              | 19                             | Jon Herb                       | 4                              | 2:42.8440                      | 221.070                        | Unser-t lökte ki; B. Lazier lökte ki        | —                              | —                              |
| 43                              | 17:53                          | 2                              | 99                             | Buddy Lazier                   | 4                              | 2:42.6165                      | 221.380                        | Kvalifikálja magát, Herb-et lökte ki        | 22                             | 24                             |
| 44                              | 17:58                          | 2                              | 21                             | Jaques Lazier                  | 1                              | 0:40.8700                      | 220.210                        | Visszalépett                                | —                              | —                              |
| 2007.V.19., szombat             |                                |                                |                                |                                |                                |                                |                                |                                             |                                |                                |
| Kísérlet                        | Helyi idő                      | Nap                            | Autó száma                     | Versenyző                      | Megtett körök                  | Összidő- eredmény              | Sebesség (mi/h)                | Eredmény                                    | Pozíció                        | Rangsor                        |
| 45                              | 12:03                          | 3                              | 23                             | Milka Duno                     | 4                              | 2:44.2129                      | 219.228                        | Kvalifikálja magát                          | 29                             | 32                             |
| 46                              | 12:07                          | 3                              | 24                             | Roger Yasukawa                 | 4                              | 2:41.6855                      | 222.654                        | Kvalifikálja magát                          | 23                             | 17                             |
| 47                              | 12:12                          | 3                              | 19                             | Jon Herb                       | 3                              | 2:02.5974                      | 220.233                        | Visszalépett                                | —                              | —                              |
| 48                              | 12:25                          | 3                              | 25                             | Marty Roth                     | 4                              | 2:44.4421                      | 218.922                        | Kvalifikálja magát                          | 30                             | 33                             |
| 49                              | 12:59                          | 3                              | 33                             | John Andretti                  | 4                              | 2:42.3403                      | 221.756                        | Kvalifikálja magát                          | 24                             | 23                             |
| 50                              | 14:20                          | 3                              | 50                             | Al Unser Jr.                   | 4                              | 2:42.9871                      | 220.876                        | Kvalifikálja magát                          | 25                             | 25                             |
| 51                              | 17:14                          | 3                              | 98                             | Alex Barron                    | 4                              | 2:43.2871                      | 220.471                        | Kvalifikálja magát                          | 26                             | 26                             |
| 52                              | 17:18                          | 3                              | 21                             | Jaques Lazier                  | 4                              | 2:44.0774                      | 219.409                        | Kvalifikálja magát                          | 28                             | 31                             |
| 53                              | 17:23                          | 3                              | 19                             | Jon Herb                       | 4                              | 2:43.5561                      | 220.108                        | Kvalifikálja magát                          | 27                             | 28                             |
| 54                              | 17:27                          | 3                              | 31                             | Phil Giebler                   | 3                              | 2:01.9724                      | 221.362                        | Baleset a T2-ben, a 4. körben               | —                              | —                              |
| 55                              | 17:44                          | 3                              | 7                              | Roberto Moreno                 | 4                              | 2:46.4902                      | 216.229                        | Kvalifikálja magát; másnap visszavonva      | —                              | —                              |
| 56                              | 17:54                          | 3                              | 18                             | Jimmy Kite                     | 4                              | 2:47.8104                      | 214.528                        | Kvalifikálja magát; Giebler másnap lökte ki | —                              | —                              |
| Bump Day - 2007.V.20., vasárnap |                                |                                |                                |                                |                                |                                |                                |                                             |                                |                                |
| Kísérlet                        | Helyi idő                      | Nap                            | Autó száma                     | Versenyző                      | Megtett körök                  | Összidő- eredmény              | Sebesség (mi/h)                | Eredmény                                    | Pozíció                        | Rangsor                        |
| 57                              | 14:39                          | 4                              | 91                             | Richie Hearn                   | 4                              | 2:43.7408                      | 219.860                        | Kvalifikálja magát                          | 32                             | 29                             |
| 58                              | 15:52                          | 4                              | 31                             | Phil Giebler                   | 4                              | 2:43.9071                      | 219.637                        | Kvalifikálja magát; Kite-ot lökte ki        | 33                             | 30                             |
| 59                              | 17:01                          | 4                              | 77                             | Roberto Moreno                 | 4                              | 2:43.4139                      | 220.299                        | Kvalifikálja magát                          | 31                             | 27                             |
| 60                              | 17:57                          | 4                              | 18                             | Jimmy Kite                     | 1                              | 0:41.9103                      | 214.744                        | Visszavonva                                 | —                              | —                              |

Rajtrács

| Sor | Belső oldal | Belső oldal           | Közép | Közép                | Külső oldal | Külső oldal      |
| --- | ----------- | --------------------- | ----- | -------------------- | ----------- | ---------------- |
| 1   | 3           | Hélio Castroneves (W) | 11    | Tony Kanaan          | 27          | Dario Franchitti |
| 2   | 9           | Scott Dixon           | 6     | Sam Hornish, Jr. (W) | 10          | Dan Wheldon (W)  |
| 3   | 12          | Ryan Briscoe          | 7     | Danica Patrick       | 26          | Marco Andretti   |
| 4   | 2           | Tomas Scheckter       | 39    | Michael Andretti     | 8           | Scott Sharp      |
| 5   | 17          | Jeff Simmons          | 20    | Ed Carpenter         | 14          | Darren Manning   |
| 6   | 15          | Buddy Rice (W)        | 55    | Kosuke Matsuura      | 22          | A. J. Foyt IV    |
| 7   | 4           | Vitor Meira           | 02    | Davey Hamilton       | 5           | Sarah Fisher     |
| 8   | 99          | Buddy Lazier (W)      | 24    | Roger Yasukawa       | 33          | John Andretti    |
| 9   | 50          | Al Unser, Jr. (W)     | 98    | Alex Barron          | 19          | Jon Herb         |
| 10  | 21          | Jaques Lazier         | 23    | Milka Duno (R)       | 25          | Marty Roth       |
| 11  | 77          | Roberto Moreno        | 91    | Richie Hearn         | 31          | Phil Giebler (R) |

(W) = Korábbi győztesek; (R) = Újoncok 

Nem kvalifikálták magukat:
#40  P. J. Jones
#18  Jimmy Kite

## A verseny
Időjárás: 76 °F (24 °C) hűvös és esős, napsütés csak délután
A verseny összefoglalója

A verseny előtt:
Éjszaka esett az eső, de elállt a reggeli pályanyitás előtt. Reggel 7:45-kor (magyar idő szerint 13:45-kor), ismét esni kezdett, és azzal fenyegetett, hogy elmossa az esőt. Kb. 10 órakor (magyar idő szerint 16 órakor), az eső elállt és a pálya munkásai megkezdték a pálya felszárítását. A reggeli zápor ellenére, Speedway elnöke, Mari Hulman George révén 13:05-kor elhangzott a startfelhívás.
A rajt:
A felvezető kör közben, a verseny máris megélt egy drámát, az első helyről induló Helió Castroneves-nek nem sikerült elrajtolnia. Többszöri próbálkozás után, az autója végre elindult, és csatlakozott a mezőnyhöz a T4 kanyarban. Egy eléggé erős rajt után Castroneves szerezte meg a vezetést az T1 kanyarban, de megcsúszott és Tony Kanaan átvette a vezetést az első körben. A zöld zászló alatt a verseny a 11. körig folytatódott, ha John Andretti elvesztette egyik visszapillantó tükrét, a törmelék miatt egy sárga zászlós fázis kövezett.
Amikor a verseny folytatódott, Castroneves, Tony Kanaan, Marco Andretti és Scott Dixon is vezetett a versenyben. Három egyszereplős balesetben sérült meg Roberto Moreno, Jon Herb and Milka Duno autója, ilyenkor a biztonsági autó miatt lassabban haladt a verseny, és a versenyben vezetők ezeket a sárga zászlós fázisokat használták ki, a kerékcserére és üzemanyag-tankolásra.
A 74. körben, Dario Franchitti először vette át a vezetést, és egészen a 89. körig vezette, amikor bejött a kerékcserére és üzemanyag-tankolásra. Ekkortájt érkezett a hivatalos értesítés a közelgő esőről. Miután több versenyző is próbálkozott a zöld zászlós fázisban kereket cserélni és üzemanyagot tankolni, Tony Kanaan vezetett Marco Andretti előtt. Hirtelen, a 99. körben, John Andretti a T2 kanyarban a pálya felső részére sodródott, és nekicsapódott a külső falnak, ezért újra érkezett a biztonsági autó. Jeff Simmons így váratlanul megszerezte vezetést, de egy körrel később be kellett jönnie üzemanyagot tankolni, átadva a vezetést Marco Andretti-nek. Az eső már nagyon közel volt, a 107. körben az új rajt a győzelemről dönthetett. Amikor megkapták a zöld zászlót, Tony Kanaan megelőzte Andretti-t, és átvette a vezetést a T1 kanyarban. Nem sokkal később, Phil Giebler balesetet szenvedett, ezért ismét egy sárga zászlós fázis következett. Mielőtt a pályamunkások eltakarították volna a törmeléket a pályáról erős eső kezdett esni, és a versenyt vörös zászlóval megszakították.
Vörös zászló:
Amikor a versenyt megállították, 113 kört már megtettek a versenyzők. A verseny akkor érhet előbb véget, ha minimum 101 kört teljesítettek. Az eső folytatódik a délután hátra levő részében akkor, végeredményt hirdethetnek. Andretti Green Racing állt ekkor az 1.-2.-3. helyen Kanaan vezetett, Marco Andretti a második, és Danica Patrick a harmadik. 15 óra körül (magyar idő szerint 21 óra körül), az eső elállt és felszárítják a pályát. Röviddel 18 óra után (magyar idő szerint hétfő 0 óra), a versenyzők felálltak az új rajthoz.
Az új rajt:
Tony Kanaan megőrizte a vezető pozíciót. Danica Patrick elment Marco Andretti mellett és átvette a második helyet. Kb. 30 kör múlva félbeszakadt az intenzív zöld zászlós fázis. Változás a sorrendben a zöld zászló alatt akkor történt, amikor a vezetők kiálltak kerékcserére és üzemanyag-tankolásra. Jaques Lazier kint tudott maradni több körrel a többieknél, ezért először pályafutása során vezette a versenyt. A kerékcserék és tankolások után, Kanaan visszaszerezte a vezetést, utána a címvédő Sam Hornish Junior következett.
Végjáték:
A 151. körben, Marty Roth balesetet szenvedett a T1 kanyarban, és elkezdődtek az izgalmak. Az ég ismét sötét lett, és az eső ismét gyorsan közeledett, ami valóban a verseny végét jelentheti. A sárga zászló alatt, többen is még egyszer kereket cseréltek és üzemanyagot tankoltak, de néhány versenyző, beleértve Dario Franchitti-t és Scott Dixon-t, a pályán maradt és több pozíciót nyert. A 156. körben, amikor ismét zöld zászló következett, azonban a T4 kanyarban, Tony Kanaan Jacques Lazier mögé került és összeértek, Lazier a falba ütközött, Kanaan megpördült az autójával, de megmentette. Defektet kapott, ezért bement kerékcserére. Nem sokkal később, a sor került az eső előtti utolsó új rajtra. Franchitti, a 163. körét teljesítette, megtartotta a vezetést a hosszú hátsó egyenesig. Mögötte, Marco Andretti Dan Wheldon-nal ütközött, és Andretti autója a levegőbe emelkedett a hátsó egyenesben. Mielőtt a pálya ismét tiszta lett volna, megérkezett az erős eső a pályára, és a versenyt 166 kör után Dario Franchitti-t hirdették ki győztesnek. Egy ideiglenesen a Pagoda alatt kialakított helyen, ünnepelték a győzelmet, ez előtt Buddy Rice volt, aki eső miatt rövidített versenyen győzött 2004-ben.
A teljes verseny eredménye
|                                             | Rajt hely | Autó # | Versenyző         | Csapat                                | Kör | Idő/Kiesés oka | Élen Kör | Pont |
| ------------------------------------------- | --------- | ------ | ----------------- | ------------------------------------- | --- | -------------- | -------- | ---- |
| 1                                           | 3         | 27     | Dario Franchitti  | Andretti Green                        | 166 | 2:44:03.5608   | 34       | 50   |
| 2                                           | 4         | 9      | Scott Dixon       | Target Chip Ganassi                   | 166 | +0.3610        | 11       | 40   |
| 3                                           | 1         | 3      | Hélio Castroneves | Team Penske                           | 166 | +1.8485        | 19       | 35   |
| 4                                           | 5         | 6      | Sam Hornish Jr.   | Team Penske                           | 166 | +4.6324        | 2        | 32   |
| 5                                           | 7         | 12     | Ryan Briscoe      | Luczo-Dragon Racing                   | 166 | +5.2109        | 0        | 30   |
| 6                                           | 12        | 8      | Scott Sharp       | Rahal Letterman                       | 166 | +9.3470        | 0        | 28   |
| 7                                           | 10        | 2      | Tomas Scheckter   | Vision Racing                         | 166 | +11.3823       | 0        | 26   |
| 8                                           | 8         | 7      | Danica Patrick    | Andretti Green                        | 166 | +12.1789       | 0        | 24   |
| 9                                           | 20        | 02     | Davey Hamilton    | Vision Racing                         | 166 | +15.4116       | 0        | 22   |
| 10                                          | 19        | 4      | Vitor Meira       | Panther Racing                        | 166 | +17.6991       | 0        | 20   |
| 11                                          | 13        | 17     | Jeff Simmons      | Rahal Letterman                       | 166 | +19.7119       | 1        | 19   |
| 12                                          | 2         | 11     | Tony Kanaan       | Andretti Green                        | 166 | +21.4339       | 83       | 18+3 |
| 13                                          | 11        | 39     | Michael Andretti  | Andretti Green                        | 166 | +35.1235       | 1        | 17   |
| 14                                          | 18        | 22     | A.J. Foyt IV      | Vision Racing                         | 165 | +1 Kör         | 0        | 16   |
| 15                                          | 26        | 98     | Alex Barron       | CURB/Agajanian/Beck Motorsports       | 165 | +1 Kör         | 0        | 15   |
| 16                                          | 17        | 55     | Kosuke Matsuura   | Panther Racing                        | 165 | +1 Kör         | 0        | 14   |
| 17                                          | 14        | 20     | Ed Carpenter      | Vision Racing                         | 164 | Baleset        | 0        | 13   |
| 18                                          | 21        | 5      | Sarah Fisher      | Dreyer & Reinbold Racing              | 164 | +2 Kör         | 0        | 12   |
| 19                                          | 22        | 99     | Buddy Lazier      | Sam Schmidt Motorsports               | 164 | +2 Kör         | 0        | 12   |
| 20                                          | 15        | 14     | Darren Manning    | A.J. Foyt Racing                      | 164 | +2 Kör         | 0        | 12   |
| 21                                          | 23        | 24     | Roger Yasukawa    | Dreyer & Reinbold Racing              | 164 | +2 Kör         | 0        | 12   |
| 22                                          | 6         | 10     | Dan Wheldon       | Target Chip Ganassi                   | 163 | Baleset        | 0        | 12   |
| 23                                          | 32        | 91     | Richie Hearn      | Hemelgarn Racing/Racing Professionals | 163 | +3 Kör         | 0        | 12   |
| 24                                          | 9         | 26     | Marco Andretti    | Andretti Green                        | 162 | Baleset        | 13       | 12   |
| 25                                          | 16        | 15     | Buddy Rice        | Dreyer & Reinbold Racing              | 162 | Baleset        | 0        | 10   |
| 26                                          | 25        | 50     | Al Unser, Jr.     | A.J. Foyt Racing                      | 161 | + 5 Kör        | 0        | 10   |
| 27                                          | 28        | 21     | Jaques Lazier     | Playa Del Racing                      | 155 | Baleset        | 2        | 10   |
| 28                                          | 30        | 25     | Marty Roth        | Roth Racing                           | 148 | Baleset        | 0        | 10   |
| 29                                          | 33        | 31     | Phil Giebler (R)  | Playa Del Racing                      | 106 | Baleset        | 0        | 10   |
| 30                                          | 24        | 33     | John Andretti     | Panther Racing                        | 95  | Baleset        | 0        | 10   |
| 31                                          | 29        | 23     | Milka Duno (R)    | SAMAX Motorsport                      | 65  | Baleset        | 0        | 10   |
| 32                                          | 27        | 19     | Jon Herb          | Racing Professionals                  | 51  | Baleset        | 0        | 10   |
| 33                                          | 31        | 77     | Roberto Moreno    | Chastain Motorsports                  | 36  | Baleset        | 0        | 10   |
| Átlag sebesség: 151.774 mi/h (244,257 km/h) |           |        |                   |                                       |     |                |          |      |
| Élen levő pilóták: 9 a 23-ból               |           |        |                   |                                       |     |                |          |      |

Minden autó a 2007-es Indianapolisi 500 mérföldes versenyen Honda motorral és Firestone gumikkal indult.
A versenyben vezettek
Kilencen vezettek a versenyben és 21-szer változott a versenyben vezető személye.
1-2. kör Tony Kanaan, 3. kör Hélio Castroneves, 4-13. kör Tony Kanaan, 14-17. kör Hélio Castroneves
18-26. kör Tony Kanaan, 27-40. kör Hélio Castroneves, 41-46. kör Marco Andretti
47-53. kör Scott Dixon, 54-68. kör Tony Kanaan, 69-71. kör Scott Dixon, 72-73. kör Sam Hornish, Jr. 74-88. kör Dario Franchitti, 89. kör Scott Dixon, 90. kör Michael Andretti, 91-100. kör Tony Kanaan
101. kör Jeff Simmons, 102-107. kör Marco Andretti, 108-116. kör Tony Kanaan
117. kör Marco Andretti, 118-136. kör Tony Kanaan, 137-143. kör Dario Franchitti
144-145. kör Jacques Lazier, 146-154. kör Tony Kanaan, 155-166. kör Dario Franchitti
Összesen: Tony Kanaan 83. kör, Dario Franchitti 34. kör, Hélio Castroneves 19. kör, Marco Andretti 13. kör, Scott Dixon 11. kör, Sam Hornish, Jr. 2. kör, Jacques Lazier 2. kör, Michael Andretti 1. kör, Jeff Simmons 1. kör
A biztonsági autós (sárga zászlós) fázisok

11 sárga zászlós fázis volt a verseny folyamán, összesen 55 kört futottak a versenyzők a sárga zászló alatt, beleértve a verseny utolsó körét is.
11-15. kör John Andretti autójának törmelékei a T1 kanyarban
38-43. kör Roberto Moreno balesete a T1 kanyarban
52-59. kör Jon Herb balesete a T2 kanyarban
66-70. kör Milka Duno balesete a T1 kanyarban
99-106. kör John Andretti balesete a T2 kanyarban
108-111. kör Phil Giebler balesete a T1 kanyarban
112-115. kör Eső (vörös zászló a 113. kör után)
151-156. kör Marty Roth balesete a T1 kanyarban
157-161. kör Tony Kanaan és Jacques Lazier balesete a T4 kanyarban
163-166. kör Marco Andretti, Dan Wheldon, Buddy Rice és Ed Carpenter balesete a hátsó egyenesben
Díjazás

A győzelmet 2007.V.28-án, hétfőn ünnepelték meg. Néhány díjazást még az előző este folyamán kiosztottak: a teljes pénzdíjazásban új rekordot állítottak fel 10 668 815 $-al, a verseny győztese Dario Franchitti 1 645 233 $-t nyert, Phil Giebler lett az év újonca, Tony Kanaan nyerte el a Scott Brayton trófeát.